# Vulkanski luk Malih Antila
Vulkanski luk Malih Antila je vulkanski luk koji čini istočnu granicu Karipske ploče. To je dio subdukcijske zone, također poznate kao subdukcijska zona Malih Antila, gdje se oceanska kora Sjevernoameričke ploče subducira ispod Karipske ploče. Ovaj proces subdukcije formirao je brojne vulkanske otoke, od Djevičanskih otoka na sjeveru do otoka uz obalu Venezuele na jugu. Vulkanski luk Malih Antila uključuje 21 'aktivan' vulkan, osobito Soufriere Hills na Montserratu; Mont Pelée na Martiniku; La Grande Soufrière na Guadeloupeu; La Soufrière na Svetom Vincentu; Mount Scenery na Sabi; i podmorski vulkan Kick 'em Jenny koji se nalazi oko 10 km sjeverno od Grenade.

## Daljnje čitanje
- (engl.)Bouysse et al. (1983) The Lesser Antilles Island Arc: Structure and Geodynamic Evolution